# Ralph Erwin
Ralph Erwin (* 31. Oktober 1896 in Bielitz, Österreichisch-Schlesien, Österreich-Ungarn; † 15. Mai 1943 in Beaune-la-Rolande, Frankreich; eigentlich Erwin Vogl, Pseudonym Harry Wright) war ein österreichischer Schlager- und Filmmusikkomponist.

## Leben
Musikalisch früh begabt, leitete Ralph Erwin bereits mit 11 Jahren ein Schulorchester. 1915 legte er in Wien die Matura ab und zog als Kriegsfreiwilliger in den Ersten Weltkrieg. Nach dem Krieg, in dem er schwer verwundet wurde, studierte er in Wien Musikgeschichte und Philosophie und war als Barpianist, Cabarett- und Caféhausmusiker tätig. Seine ersten Veröffentlichungen, wie das Lied Bar, kleine Bar oder das Revuelied für das Apollo-Theater, der Ragtime Du bist so schön, erschienen unter dem Pseudonym „Harry Wright“, auf Anraten seines Verlegers nahm er dann den Künstlernamen „Ralph Erwin“ an. 1927 übersiedelte er nach Berlin.
Das Lied Ich küsse Ihre Hand, Madame (Text von Fritz Rotter), das 1929 in dem gleichnamigen Film mit Marlene Dietrich verwendet wurde, machte Erwin weithin bekannt. Als einer der letzten Stummfilme enthält er bereits eine kurze Gesangsszene, in der Richard Tauber für den Hauptdarsteller Harry Liedtke das Titellied singt. Als Schallplatte wurde dieses Lied in kurzer Zeit ein Verkaufsschlager. Mit dem Film The Emperor Waltz und Bing Crosby wurde es 1948 auch noch weltberühmt.
Ich küsse Ihre Hand, Madame,

und träum' es war ihr Mund.

Ich bin ja so galant, Madame,

doch das hat seinen Grund …
Erwin unternahm danach Gastspielreisen, gab Auftritte im Rundfunk und schrieb die Musik für mehr als 40 deutsche und französische Tonfilme, die bis 1933 teilweise noch deutsch-französische Gemeinschaftsproduktionen waren. In den Filmen traten die bekanntesten Schauspieler der Zeit auf, so z. B. in Der kleine Seitensprung Hermann Thimig, Renate Müller, Otto Wallburg; Madame hat Ausgang mit Liane Haid; Das schöne Abenteuer (1932) mit Alfred Abel, Wolf Albach-Retty, Adele Sandrock, Otto Wallburg, Blandine Ebinger; Die drei von der Kavallerie (1932) mit Paul Hörbiger; Liebe Scherz und Ernst (1932) mit Adele Sandrock; So ein Mädel vergißt man nicht mit Willi Forst, Dolly Haas, Regie Fritz Kortner.
Nach der Machtergreifung 1933 musste Erwin wegen seiner jüdischen Herkunft nach Frankreich emigrieren. Er lebte in Paris und komponierte weiterhin vor allem für Filme. Nach dem Einmarsch der Deutschen wurde er in das Internierungslager von Beaune-la-Rolande verschleppt, von wo aus die Inhaftierten weiter nach Drancy transportiert wurden. Seine Frau konnte ihn aber befreien. Er lebte in einem Versteck, dort starb er später an den Folgen eines Bauchschusses.

## Werke (Auswahl)

### Lieder, Schlager und Chansons
- Bar, kleine Bar, Lied
- Du bist so schön, Ragtime
- Alice, Lied und Shimmy (Text: Robert Katscher; 1924)
- Leb wohl, schwarzbraunes Mägdelein op. 42, Lied (Text: Beda; 1922)
- Wir sind doch nicht per Du!  op. 43, Shimmy-Foxtrot (Text: Arthur Rebner; 1923)
- Ein feiner Vogel ist der alte Pelikan!  op. 44, Foxtrot (Text: Beda; 1923)
- Wiedersehen op. 50, Valse boston (Text: Beda; 1923)
- Wo hast du nur die schönen blauen Augen her op. 51, Lied und Shimmy (Text: Robert Katscher; 1923)
- Sonne, liebe Sonne, schenk mir einen Strahl op. 52, Lied (Text: Beda; 1923/4)
- L´Origan op. 53, Double-Foxtrot (Text: Beda; 1924)
- Frühlingstraum Foxtrot-Serenade (Text: Beda; 1924)
- Die große Welt Wanderlied (Text: Beda; 1925)
- Im Ural fiel auf´s Eis Russischer Foxtrot (Text: Beda; 1926)
- Trink und schließ die Augen zu! Lied und Blues (Text: Beda; 1927)
- Vier Worte möcht´ ich Dir jetzt sagen Foxtrot und Lied (Text: Fritz Rotter; 1928)
- Ich küsse Ihre Hand, Madame Tango und Lied (Text: Fritz Rotter; 1928)
- Die schönsten Augen hat meine Frau, Slow Fox (Text: Fritz Rotter; 1927)
- Sie küssen mir die Hand, mein Herr, warum nicht meinen Mund?, Lied und Slow Fox (Text: Fritz Rotter; 1929)
- Mein Freund hat die reizendste Freundin der Welt, Foxtrot (Text: Robert Gilbert und Armin Robinson; 1930)
- Mir ist heut so nach Liebe, Tango (Text: Fritz Rotter; 1930)
- Du bist die Frau, von der ich träume, Lied und Tango (Text: Beda; 1931)

### Operetten
- Wiener Gedränge – Ein Wiener Sittenbild Vaudeville-Operette (Libretto: Fritz Grünbaum, Julius Horst, Horst Lunzer und Beda; 1925)
- Ich betrüg´ Dich nur aus Liebe Ein Stück mit Musik nach Verneuil von Robert Blum (Gesangstexte: Fritz Rotter; 1929)

### Filmmusik
- 1930: Der König der Nassauer (Le roi des resquilleurs)
- 1931: Apres l´amour
- 1931: Atout-coeur
- 1931: Échec et ma
- 1931: Je t`adore, mais pourquoi?
- 1931: Le roi du cirage
- 1931: Der kleine Seitensprung
- 1931: Madame hat Ausgang
- 1932: Une faible femme
- 1932: Liebe Scherz und Ernst
- 1932: Das schöne Abenteuer
- 1932: Die drei von der Kavallerie (La garnison amoureuse)
- 1933: So ein Mädel vergißt man nicht
- 1933: Touchons du bois
- 1934: L`auberge du Petit Dragon
- 1935: Monsieur Sans Gêne
- 1936: La dame de Vitell
- 1936: L`île des Veuves
- 1936: La reine des resquilleuses
- 1937: L´Amour veille
- 1938: Sturm über Asien (Tempête sur l´Asie)
- 1938: Le drame de Shanghaï
- 1938: Sur les quais de vieux Paris
- 1939: Jeunes filles en détresse

## Tondokumente
- Ich küsse ihre Hand Madame ! Lied u. Tango (Musik: Ralph Erwin, Text: Fritz Rotter) Ralph Erwin von der Casanova Bar singt und spielt. Odeon O-2662 a (Be 7447); Video auf YouTube
- Was weißt denn du, wie ich verliebt bin? Lied u.Valse (Musik: Walter Jurmann, Text: Fritz Rotter) Ralph Erwin von der Casanova Bar singt und spielt. Odeon O-2662 b (Be 7448), aufgenommen im Oktober 1928 in Berlin; Video auf YouTube
- Kaddisch (Otto Stranský, Text von Kurt Robitschek) Paul O’Montis, am Flügel: Ralph Erwin. Odeon O-2563 (Be 6957), aufgen. 1928 in Berlin.
- Ghetto. Text u. Musik: Ralph Erwin. Paul O’Montis, am Flügel: Ralph Erwin. Odeon O-2656 (Be 7493), aufgen. 1928 in Berlin; Video auf YouTube
- So ein Mädel vergißt man nicht. Lied u. Tango (Ralph Erwin, Text von Rob. Gilbert) a.d.gleichnam. Tonfilm. Odeon O-11 752 a (Be 9890) / Man hat’s nicht leicht, Slow-Fox aus dto. Odeon O-11 752 b (Be 9891) Willy Forst, mit „Odeon“-Künstler-Orchester unter Leitung von Ralph Erwin, aufgen. November 1932 in Berlin.
- Ins blaue Leben. Paso doble (Erwin-Rotter) a.d.Ufa-Tonfilm “Das schöne Abenteuer”. Ufaton-Jazz-Orchester, unter persönl. Ltg. von Ralph Erwin, mit deutschem Gesang: Richard Fritz Wolf und “The Five Songs”. Grammophon 24 660 B, aufgen. 1932 in Berlin; Video auf YouTube